# Nyckeln (TV-serie)
Nyckeln (originaltitel: The Desperate People) är en brittisk kriminalserie baserad på en roman av Francis Durbridge. Den sändes i sex delar tidiga söndagskvällar på BBC-TV under 1963. Huvudrollen innehades av Denis Quilley som spelade fotografen Larry Martin.
I Sverige hade serien premiär den 4 september 1965 på Sveriges Radio TV.